# Kulturfabrik (Koblenz)

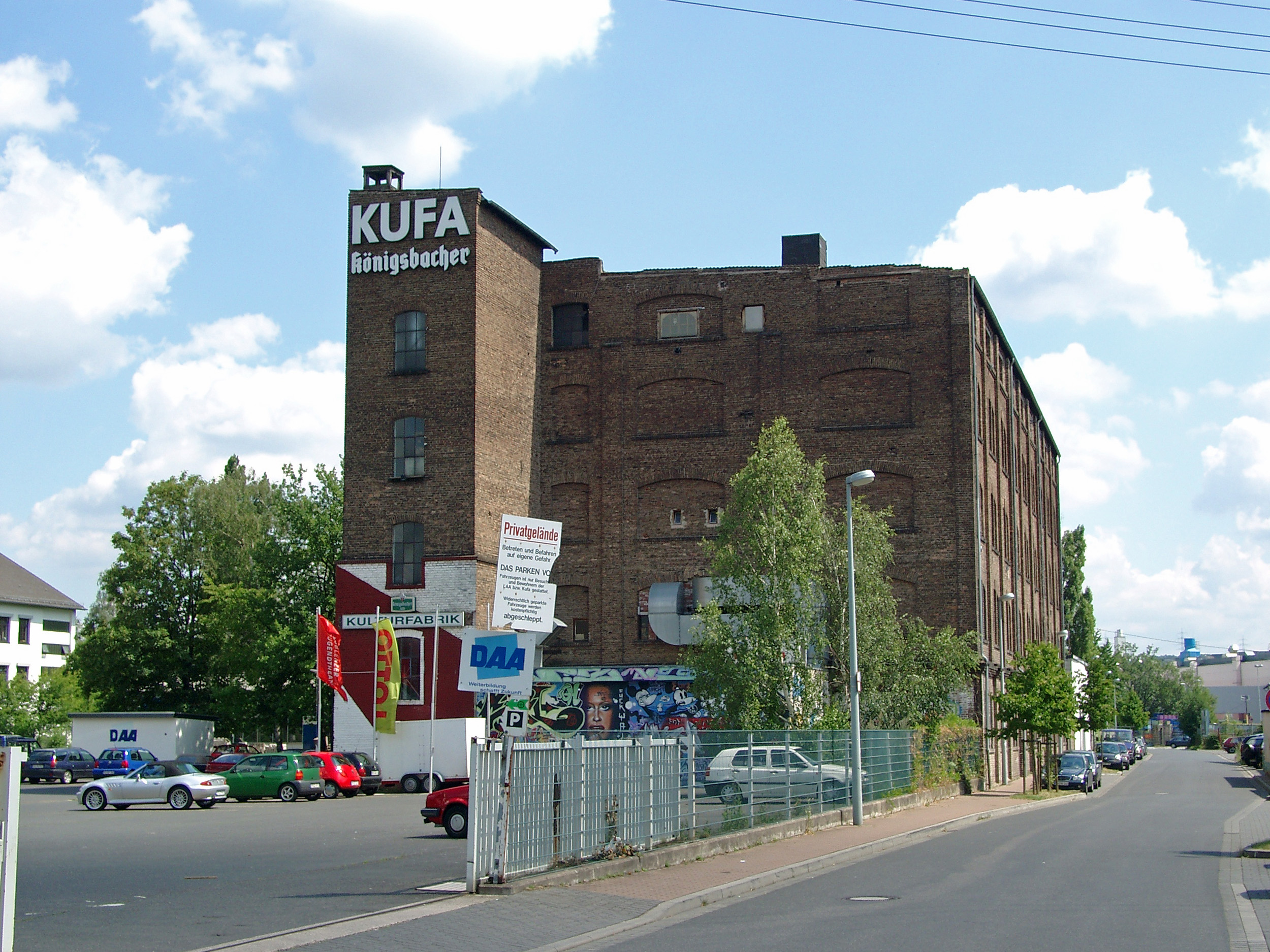
Die Kulturfabrik in Koblenz

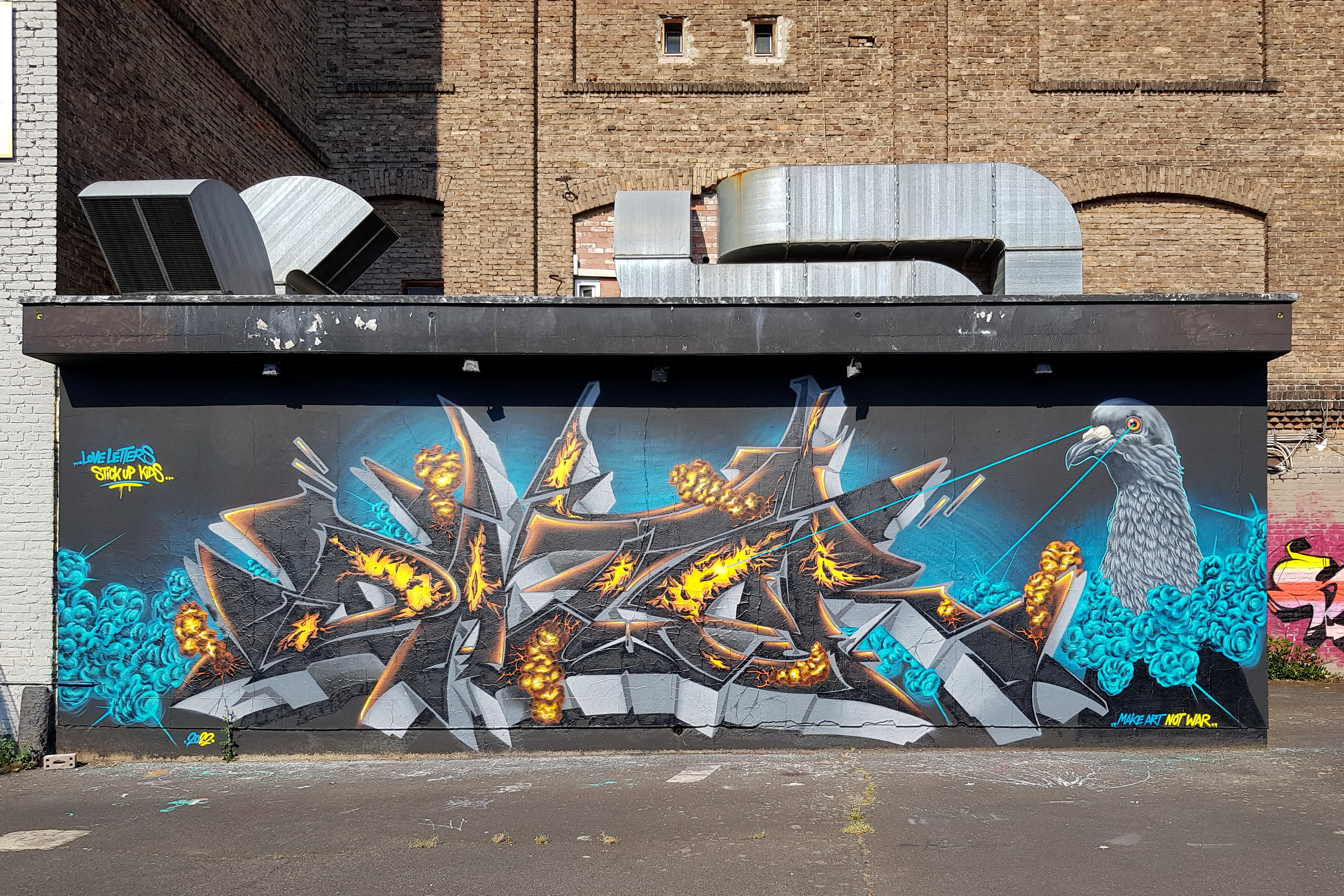
Graffiti „Make Art Not War ...“ am Gebäude im Jahr 2022

Die Kulturfabrik (KUFA) ist ein freies Theater für Kleinkunst in Koblenz. Es wird von der Stadt Koblenz und dem Land Rheinland-Pfalz sowie privaten Sponsoren unterstützt. Die Kulturfabrik ist in der Trägerschaft einer ehrenamtlichen GmbH und Mitglied der LAG Soziokultur & Kulturpädagogik e. V.

## Geschichte
Die Kulturfabrik ist in einem gründerzeitlichen Gebäude der 1862 gegründeten Couvertierfabrik Mayer-Alberti im Stadtteil Lützel angesiedelt. Die Firma entwickelte sich zur größten Briefumschlagfabrik Europas. In der Zeit des Nationalsozialismus wurde 1938 die Fabrik arisiert, die jüdischen Eigentümer emigrierten danach in die USA. Bei den Luftangriffen auf Koblenz wurden die Fabrikanlagen zum größten Teil zerstört.
Das Fabrikgebäude, in dem heute die Kulturfabrik untergebracht ist, stand lange leer, nur das Erdgeschoss wurde als Lager genutzt. Das Tanztheater „Regenbogen“ war 1980 auf der Suche nach neuen Räumlichkeiten und baute das alte Fabrikgebäude zu einem Kulturzentrum aus. Nachdem die ersten Betreiber 1996 aufgaben, übernahm auf Betreiben einer Bürgerinitiative die KUFA GmbH das Theater.
Die Kulturfabrik war Ursprung vielfältiger kunst- und kulturpädagogischer Initiativen und Einrichtungen. Es war das erste freie Theater am Mittelrhein. Dort gründete sich 1991 nicht nur die erste Jugendkunstschule in Rheinland-Pfalz (Jugendkunstwerkstatt Koblenz), sondern sie ist seit 1992 auch Heimat des Koblenzer Jugendtheater e. V., das dort seine Produktionen aufführt und auch seine Werkstätten, Proben- und Lagerräume hat.
Die Reihe „Kids in der Kufa“ soll Kinder und Jugendliche für Kunst und Kultur begeistern. Im Sommer 2014 starten die „neuen Sommernächte“ als Open Air auf dem Fort Konstantin. Weitere Veranstaltungen sind das „Nacht-Cafe“, Kabarett- und Kleinkunstabende, Musik, Theater und Musical.

## Nutzung
Die Kulturfabrik besitzt einen Theatersaal mit bis zu 350 Sitzplätzen, eine Galerie und eine Gastronomie, die bei Veranstaltungen geöffnet ist. In der ersten Etage befindet sich zudem ein Proben- und Ballettsaal.
Bis Ende 2011 war im dritten Stock der Kulturfabrik das Kulturbüro Rheinland-Pfalz untergebracht, bis es zum Jahreswechsel 2011/12 nach Lahnstein umziehen musste.